# آرثر آربري
آرثر جون آربري (بالإنجليزية: Arthur John Arberry)‏ ‏(12 مايو 1905 - 2 أكتوبر 1969) مستشرق بريطاني اختصّ في التصوّف والأدب الفارسي.

## مولده ونشأته
ولد آرثر في حي فراتون من أحياء بورتسموث جنوبي إنجلترا وهو الابن الرابع من بين خمسة أولاد. وكان والده ضابطا في البحرية الملكية البريطانية. درس آرثر الثانوية Grammar School في بورتسموث، ثم التحق بجامعة كامبريدج لدراسة اللغات الكلاسيكية اللاتينية واليونانية، وشجّعه أحد أساتذته وهو منس على دراسة العربية والفارسية. درس العربية على يدي الأستاذ رينولد نيكلسون في العام 1927 ثم ارتحل إلى مصر عام 1931 لمواصلة دراسته للغة العربية، عاد إلى مصر ليعمل في كلية الآداب رئيساً لقسم الدراسات القديمة (اليونانية واللاتينية) وزار فلسطين وسوريا ولبنان. في مصر تعرف إلى السيدة الرومانية سيرينا سيمونز وأنجبا طفلتهما الوحيدة أنا سارا في القاهرة. اعتمد المستشرق البريطاني آربري على قاموس أكسفورد الجديد عندما أراد إعطاء تعريف للمستشرق فقال المستشرق هو «من تبحر في لغات الشرق وآدابه». وبينما كان يمضي إجازته في عام 1934 في إنجلترا عُيّن مساعدا محافظا مكتبة في «مكتبة الديوان الهندي» في لندن.
في أوائل الخمسينيات أراد آربري إصدار ترجمة جديدة للقرآن فأصدر أولاً ترجمة لمختارات من بعض آيات القرآن مع مقدمة طويلة وصدر ذلك تحت عنوان (The Holy Koran) أي القرآن الكريم، وفي العام 1955 نشر الترجمة المفسرة للقرآن تحت عنوان (The Koran Interpreted) أي القرآن مفسرا، كما قام بتعريف الغرب على جلال الدين الرومي عبر ترجمة بعضا من أعماله، كما أن تفسيراته لمؤلفات محمد إقبال معروفة أيضا.

## وفاته
تكاثرت الأمراض والآلام منذ العام 1956 على آرثر وظل يعاني حتى توفي في الثاني من أكتوبر 1969 في بيته في كامبريدج.

## مؤلفاته
- تحقيق كتاب «التعرف إلى أهل التصوف» للكلاباذي، القاهرة 1934.
- فهرس المخطوطات العربية في مكتبة الديوان الهندي، 1936.
- فهرست الكتب الهندية بنفس المكتبة 1937.
- تحقيق كتاب «الرياضة» للحكيم الترمذي، طبع في القاهرة 1947.
- تفسير القرآن الكريم (آرثر آربري) [2]، أول إصدار 1955.
- «خمسون قصيدة لحافظ» الشيرازي، مع ترجمة إلى الإنجليزية.
- «صفحات من كتاب اللمع» وقدم له بمقدمة فيها دراسة ممتازة عن أستاذه نيكلسون.
- ترجمة «زنبقة سينا» لمحمد إقبال.
- ترجمة مسرحية «مجنون ليلى» لأحمد شوقي.

## وصلات خارجية
- آرثر آربري على موقع ميوزك برينز (الإنجليزية)